# Giovanni Martino Spanzotti
Pour les articles homonymes, voir Martino.
Giovanni Martino Spanzotti,connu aussi comme Gian Martino Spanzotti (Casale Monferrato vers 1455 - Chivasso vers 1528),  est un peintre italien de la haute Renaissance, actif à la fin du XVe et au début du  XVIe siècle en Lombardie et Piémont.

## Biographie
Giovanni Martino Spanzotti est né dans une famille de peintres de Varèse, et a probablement fait son apprentissage avec son père, Pietro. On sait peu de choses de sa vie.
Il semble avoir eu des contacts avec Francesco del Cossa ou ses œuvres.
Il est influencé aussi par Zanetto Bugatto et Vincenzo Foppa.
On trouve des traces de son activité de 1480 et 1498 dans le Piémont, ainsi qu'à Casale Monferrato et Vercelli.
Le Sodoma, Defendente Ferrari et Gerolamo Giovenone  furent ses élèves.

## Œuvres
. Madone à l'enfant et anges musiciens 1490 musée Mater Van den Bergh, Anvers
- Nativité,
- Saint Laurent,
- Ecce Homo,
- Baptême du Christ (1508), Duomo de Turin, Italie
- Saint François recevant les stigmates (1524),église San Francesco,Casale, Italie
- la Vierge entre saint Sébastien et saint Ubald (v. 1480-1490)  triptyque, Galerie Sabauda (Turin).
- Adoration de l'Enfant,Museo Civico,Turin.
- Adoration de l'Enfant, fresque, église San Francesco de Rivarolo Canavese
- Adoration des mages, Galerie Sabauda, Turin
- Fresques du cycle des 21 Scènes de la Passion, église San Bernardino, Ivrée.
- 18 petits panneaux avec les Scènes de la vie de saint Crépin et de saint Crépinien (1498-1504), Dôme, Turin.
- Retable avec la Déploration du Christ, Sanctuaire, Sommariva Perno
- Retables du château Saint-Ange à Rome, Bianzé (église de la Misericordia), et de Vercelli.

## Sources
- (en) Cet article est partiellement ou en totalité issu de l’article de Wikipédia en anglais intitulé « Giovanni Martino Spanzotti » (voir la liste des auteurs).